# Semons
Semons ist eine Ortschaft und eine Commune déléguée in der französischen Gemeinde Porte-des-Bonnevaux mit 361 Einwohnern (Stand: 1. Januar 2022) im Département Isère in der Region Auvergne-Rhône-Alpes. Die Einwohner werden Semonois genannt.
Die Gemeinde Semons wurde am 1. Januar 2019 mit Nantoin, Commelle und Arzay zur Commune nouvelle Porte-des-Bonnevaux zusammengeschlossen. Sie gehörte zum Arrondissement Vienne, zum Kanton Bièvre und zur Communauté de communes Bièvre Isère.

## Geografie
Semons liegt 40 Kilometer südöstlich von Lyon. Umgeben wurde die Gemeinde Semons von den Nachbargemeinden Lieudieu im Nordwesten und Norden, Châtonnay im Norden und Nordosten, Commelle im Osten, Ornacieux im Süden sowie Arzay im Westen.

## Bevölkerungsentwicklung
| Jahr                       | 1962 | 1968 | 1975 | 1982 | 1990 | 1999 | 2006 | 2013 |
| Einwohner                  | 237  | 220  | 255  | 281  | 301  | 291  | 351  | 364  |
| Quellen: Cassini und INSEE |      |      |      |      |      |      |      |      |

## Sehenswürdigkeiten

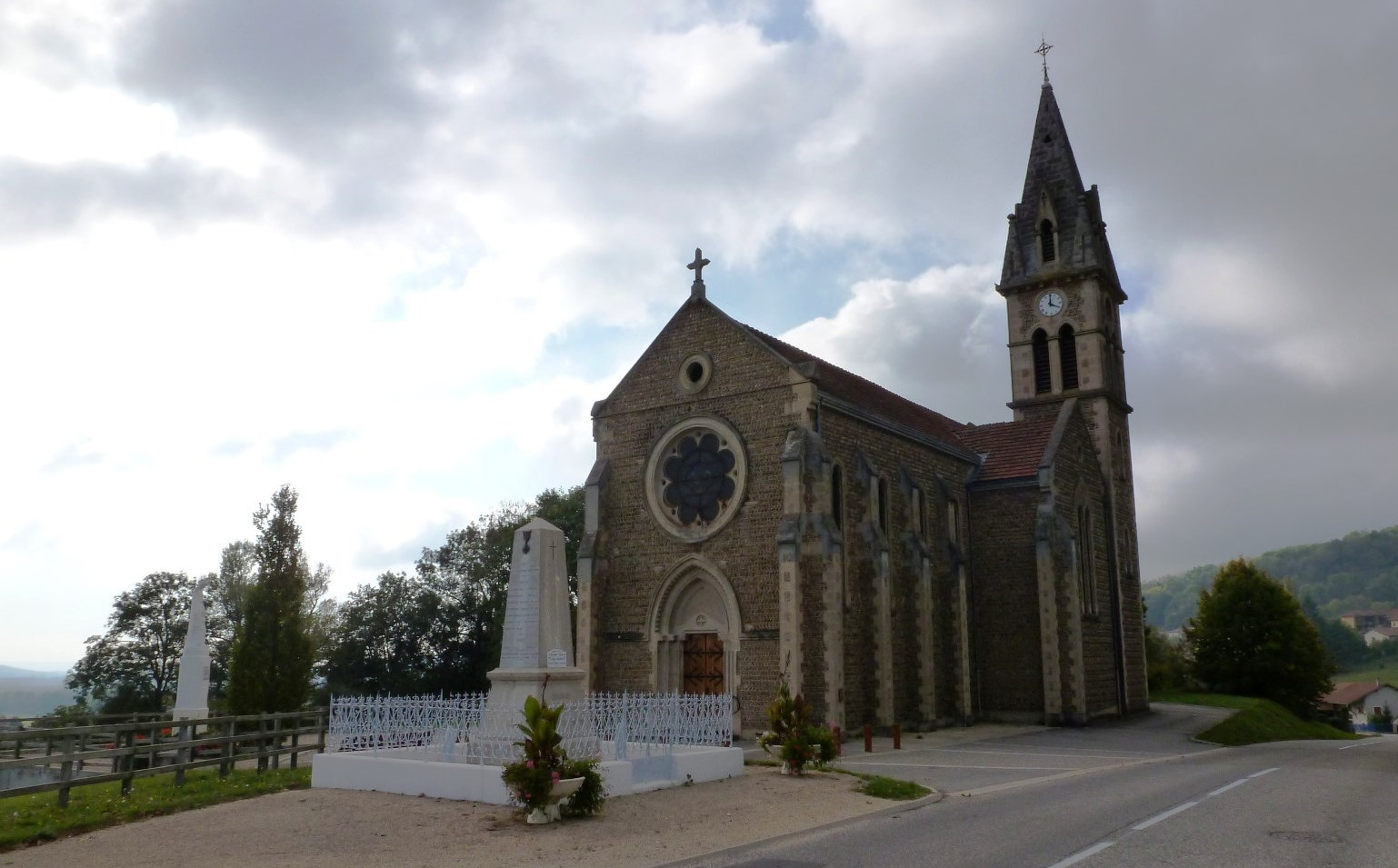
Kirche Saint-Didier

- Kirche Saint-Didier, 1892 erbaut

## Persönlichkeiten
- José Emperaire (1912–1958), Ethnologe